# Leonti Mroveli
Leonti Mroveli (gruz. ლეონტი მროველი) bio je gruzijski ljetopisac iz 11. stoljeća, vjerojatno crkveni. Mroveli mu nije prezime, već pridjev za biskupiju Ruisi, čiji je biskup vjerojatno bio. Stoga je još jedna moderna engleska transliteracija njegovog imena Leonti iz Ruisija.
Kada se izuzmu bilješke iz rukopisa Gruzijske kronike, nadbiskup Ruisija po imenu Leonti spominje se samo tri puta: jednom u rukopisu sa Svete Gore iz 11. stoljeća; jednom u prijevodu Eufemija Atonskog Zlatoustova komentara svetom Mateju; i, najkonkretnije, na natpisu iz 1066. iz špilje Trehvi u središnjoj Gruziji. Pretpostavke da je Leonti Mroveli pripadao osmom ili ranom desetom stoljeću sada se čine nevjerojatnima. Ovaj Mroveli više nije zauzimao tu dužnost 1103. godine, jer ne svjedoči činu gruzijske crkvene sinode koju je kralj David IV. sazvao u Ruisiju i susjednoj katedrali u Urbnisiju. Neki povjesničari pripisuju Leontiju nekoliko dijelova srednjovjekovnog zbornika gruzijskih kronika, dok ga drugi smatraju samo sastavljačem ranijih tekstova. U svakom slučaju, Leonti Mroveli kao kroničar prebacio je ravnotežu gruzijske književnosti s crkvene na svjetovnu.